# Olympische Winterspelen 2030
De XXVIe Olympische Winterspelen zullen in 2030 gehouden worden in de Franse Alpen. Op 24 juli 2024 koos het IOC in Parijs de gaststad. De Spelen staan gepland voor de periode van 8 februari tot en met 24 februari.
Drie keer eerder werden de Olympische Winterspelen in Frankrijk gehouden; in 1924 in Chamonix, in 1968 in Grenoble en in 1992 in Albertville. De Franse hoofdstad Parijs organiseerde driemaal eerder de zomerspelen 1900, 1924 en 2024.

## Kandidaten
Verschillende steden en regio's stelden zich kandidaat, waaronder de Franse Alpen, Salt Lake City, Stockholm–Åre en Zwitserland. Op 24 juli 2024 werd er tijdens het 142e congres van het Internationaal Olympisch Comité gestemd over de locatie voor de Spelen van 2030. Het bestuur van het IOC had uit de kandidaten een voorkeurskandidaat geselecteerd: de Franse Alpen. Deze kandidaat werd voorgedragen aan de leden.
| Stad         | Land      | 1e ronde |
| ------------ | --------- | -------- |
| Franse Alpen | Frankrijk | 84       |
| Tegen        | Tegen     | 7        |

## Olympische sporten
De olympische sporten die tijdens de Olympische Spelen beoefend worden, worden vertegenwoordigd door zeven internationale wintersportbonden:
| Biatlon (11) Bond: Internationale Biatlonunie Curling (3) Bond: World Curling Federation IJshockey (2) Bond: Internationale IJshockeyfederatie Rodelen (4) Bond: Fédération Internationale de Luge de Course Schaatssporten Kunstrijden (5) Schaatsen (14) Shorttrack (9) Bond: Internationale Schaatsunie | Skisporten Alpineskiën (11) Freestyleskiën (13) Langlaufen (12) Noordse combinatie (3) Schansspringen (5) Snowboarden (11) Bond: Fédération Internationale de Ski Sleesporten Bobsleeën (4) Skeleton (2) Bond: Internationale bobslee- en skeletonfederatie |

## Locaties

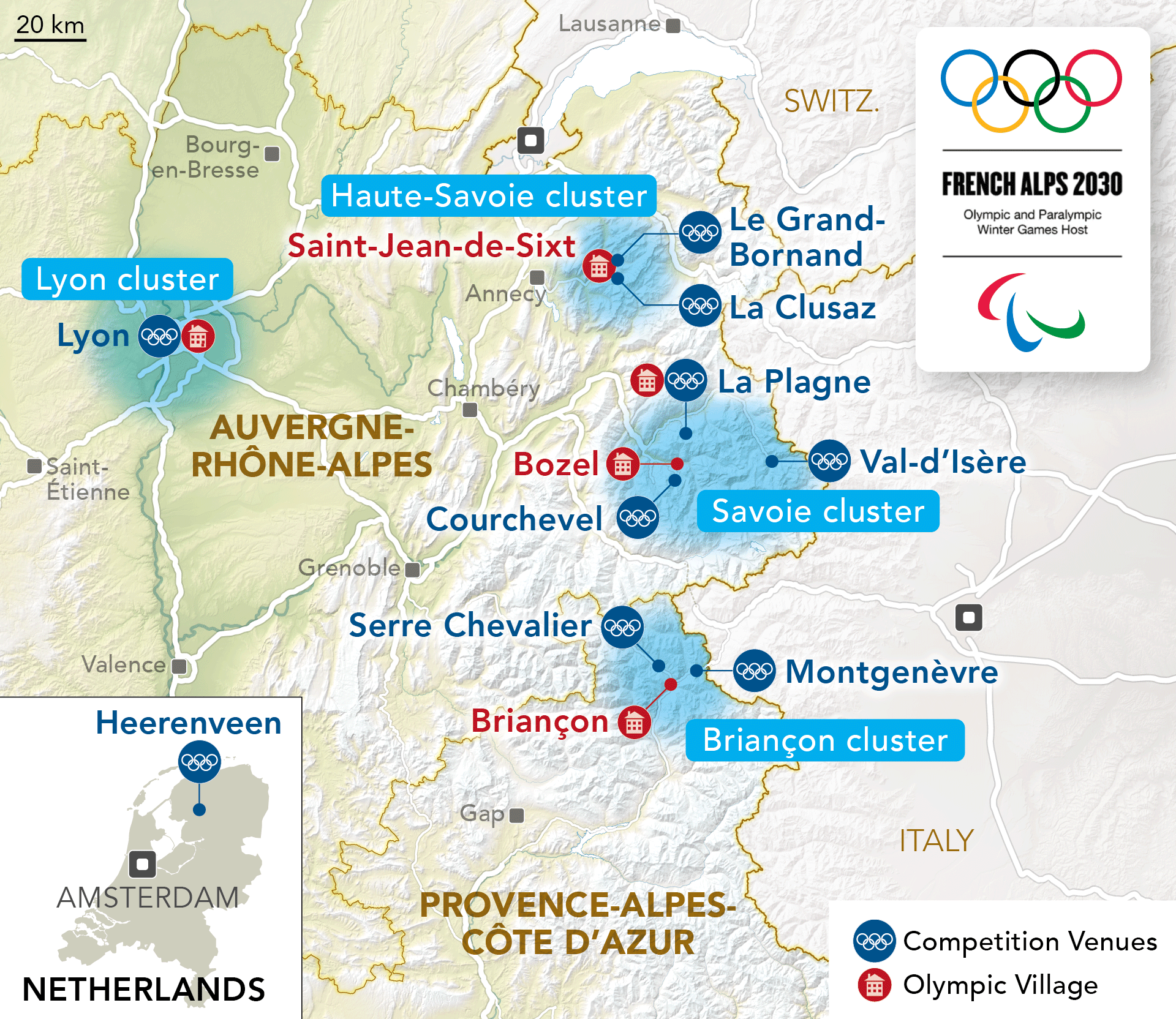
Overzichtskaart van de locaties voor de Olympische Winterspelen van 2030

De locatie van de openingsceremonie is nog niet bekend. Het langebaanschaatsen wordt of in Nice gehouden of in een reeds bestaande baan buiten Frankrijk. De Heerenveense schaatsbaan Thialf is een van de mogelijke locaties.

### ClusterNice
- Palais des Expositions Acropolis – Kunstrijden , Shorttrack
- Parcelle "SUD /Eco-quatier" – IJshockey
- Plaine du Var – IJshockey
- Palais Nikaïa – Curling
- Allianz Riviera – sluitingsceremonie
- Futur Palais des Congrès de Nice – perscentrum
- Marché d'Intéret National Fleurs – Media center

### Cluster Briançon–Montgenèvre–Serre Chevalier
- Montgenèvre – Big Air, Slopestyle, Parallel reuzenslalom
- Serre Chevalier – Aerials, Moguls, Halfpipe
- Briançon – Olympisch dorp
- onbekend – Snowboardcross, Ski Cross

### Cluster Bozel–Courchevel–Méribel–La Plagne
- La Plagne – Bobsleeën, rodelen en skeleton, Olympisch dorp
- Bozel – Olympisch dorp
- Méribel – Alpineskiën (vrouwen), Noordse combinatie
- Courchevel – Alpineskiën (mannen), Schansspringen, Noordse combinatie

### Cluster La Clusaz–Le Grand-Bornand
- La Clusaz – Langlaufen
- Le Grand-Bornand – Biatlon
- TBD – Olympisch dorp

Olympische Zomerspelen
Olympische Winterspelen
Gerelateerd
Olympische Jeugdspelen · Paralympische Spelen · Deaflympische Spelen · Special Olympic World Games
IOC · COA · BOIC · NOC*NSF · NAOC · SOC